# P/2012 F2 (PANSTARRS)
P/2012 F2 (PANSTARRS) — одна з короткоперіодичних комет сім'ї Юпітера. Ця комета була відкрита 16 березня 2012 року; вона мала 19.8m на час відкриття.